# Vikbolandet

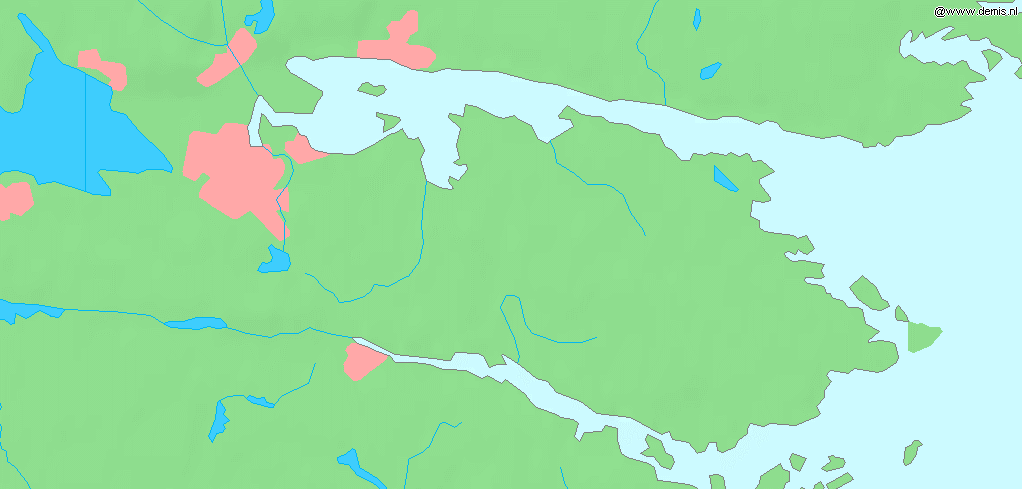
Karta över Vikbolandet

Vikbolandet är en cirka 59 700 hektar eller 597 km² stor halvö som från Östergötland skjuter ut i Östersjön, avgränsad i norr av Bråviken och i söder av viken Slätbaken. Halvön, som till stor del utgörs av åkermark, består av ett antal socknar som är belägna huvudsakligen i Norrköpings kommun. Utanför Arkösund på halvöns östligaste del återfinns den nordligaste delen av Östgötaskärgården.
Vikbolandet är en av de fornlämningstätaste platserna i Östergötland, som i sin tur är ett av de fornlämningstätaste länen i landet med cirka 60 000 kända fornlämningar. Historiskt delades Vikbolandet av Björkekinds härad i söder och sydväst och Östkinds härad i norr och nordväst. Området närmast Norrköping tillhörde Lösings härad. 1967–1974 fanns Vikbolandets kommun, som sedan uppgick i Norrköpings kommun. Vikbolandet har tidigare haft en smalspårig järnväg, Vikbolandsbanan (nedlagd 1960).
På Vikbolandet har det under olika tidsperioder funnits tre fästningar och minst sju skansar. Samtliga ligger eller har legat vid kusten eller i skärgården. Den mest kända borgen är Stegeborg som var uppförd på en ö i Slätbaken. En ruin av Stensö borg finns öster om Mauritzbergs slott. Längre in mot Norrköping finns också rester av Bråborg. Samtliga slottsbyggnader (Stegeborg, Bråborg och Johannisborg (inne vid Norrköpings godsstation) byggdes eller renoverades av Gustav Vasas son Johan III.
Det finns ett antal fornborgar på Vikbolandet. De mest kända är Jämjö borg några kilometer sydöst om Östra Husby, och Boberget vid Östra Stenby. 
På halvön ligger ett fängelse, Anstalten Skenäs i norra delen. Vid norra kusten mot Bråviken ligger slottet Lönö, tidigare bostad för Zarah Leander. Vid Marviken byggdes på 1960-talet ett kärnkraftverk.

## Orter
- Arkösund
- Häradshammar
- Jonsberg
- Kälebo
- Kättinge
- Ljunga
- Östra Husby
- Östra Ny

## Socknar
- Björkekinds härad
  - Konungsund
  - Kuddby
  - Rönö
  - Tåby
  - Å
  - Östra Ny

- Lösings härad
  - Dagsberg
  - Furingstad
  - Styrstad
  - Tingstad

- Östkinds härad
  - Jonsberg
  - Häradshammar
  - Östra Husby
  - Östra Stenby

## Postort
Vikbolandet utgör en gemensam postort, med postnummer i serien 610 XX.